# 沃思鎮區 (密西根州)
沃思鎮區（英語：Worth Township）是位於美國密歇根州薩尼拉克縣的一個行政鎮區。

## 地方資料
沃思鎮區的面積為100.40平方千米，當中陸地面積為100.30平方千米，而水域面積為0.10平方千米。根據2020年美國人口普查的數據，當地共有人口3455人，而人口密度為每平方千米34.41人。